# Kornchid Boonsathitpakdee
Kornchid Boonsathitpakdee (tiếng Thái: กรชิต บุญสถิต์ภักดี, RTGS: Kornchid Boonsathitpakdee, phát âm tiếng Thái: [Kɔːn tɕʰít bùʔ jót tʰìʔ pʰák diː]), sinh ngày 11 tháng 7 năm 1999 tại  Băng Cốc, Thái Lan, biệt danh Tiểu Cửu (นาย), nghệ danh Cao Khanh Trần (高卿尘) là một diễn viên và ca sĩ người Thái Lan. Anh được biết đến trong Chuang 2021 và với vai Kit trong 2Moons (Mùa 2). Từng là thành viên của nhóm nhạc dự án Thái Lan OXQ và là thành viên của nhóm nhạc nam Trung Quốc INTO1 sau khi đứng thứ 5 trong chương trình thực tế sống còn Sáng Tạo Doanh.

## Sự nghiệp

### 2019: Vai diễn đầu tay
Năm 2019, anh ra mắt với vai trò diễn viên với vai diễn chính trong bộ phim boy love 2 Moons (Mùa 2).

### 2020: Ra mắt với OXQ
Vào ngày 4 tháng 6, anh ra mắt với tư cách là thành viên của nhóm nhạc nam dự án Thái Lan OXQ, với MV đầu tay mang tên Chinh Đồ.

### 2021: Tham gia Sáng Tạo Doanh 2021 và ra mắt với INTO1
Năm 2021, anh tham gia chương trình sống còn Sáng Tạo Doanh 2021 của Tencent dưới sự quản lý của Insight Entertainment. Sau khi chương trình kết thúc, anh xếp hạng thứ 5 và trở thành thành viên của nhóm nhạc nam INTO1. Fandom của Cao Khanh Trần được đặt tên là Mứt Dâu Tây. Màu tiếp ứng của fandom là dải màu gradient sử dụng 2 mã màu #eace7a và #789263. 
| Tập | Xếp hạng | Số phiếu      | Xếp lớp     | Ghi chú                                        |
| 2   | 13       | Không công bố | B→C→B→B→B→A |                                                |
| 3   | 15       | Không công bố | B→C→B→B→B→A |                                                |
| 4   | 15       | Không công bố | B→C→B→B→B→A |                                                |
| 5   | 16       | 8,441,438     | B→C→B→B→B→A | Lần công bố kết quả xếp hạng lần 1             |
| 6   | 14       | Không công bố | B→C→B→B→B→A | Sân khấu công diễn 2 được bình chọn nhiều nhất |
| 7   | 14       | 8,443,364     | B→C→B→B→B→A | Lần công bố kết quả xếp hạng lần 2             |
| 8   | 8        | Không công bố | B→C→B→B→B→A | Sân khấu công diễn 3 được bình chọn nhiều nhất |
| 9   | 7        | 4,475,569     | B→C→B→B→B→A | Lần công bố kết quả xếp hạng lần 3             |
| 10  | 5        | 13,898,339    | B→C→B→B→B→A | Trở thành thành viên của INTO1                 |

## Tác phẩm điện ảnh và truyền hình

### Phim truyền hình
| Năm  | Tên             | Vai                    | Vai trò   | Ghi chú          |
| 2019 | 2 Moons (Mùa 2) | Mongkol Intochar (Kit) | Vai chính | Vai diễn đầu tay |

### Chương trình truyền hình
| Năm  | Tên chương trình                          | Kênh phát sóng                          | Vai trò             | Ghi chú                                                    |
| 2020 | Du lịch cùng chúng tôi                    | Không rõ                                | Thành viên cố định  |                                                            |
| 2021 | Sáng Tạo Doanh 2021                       | Tencent Video                           | Thí sinh            | Chương trình thành lập nhóm                                |
| 2021 | AI Là Kẻ Ngốc Trong Thế Giới Ma Sói       | Tencent Video                           | Khách mời           | Chương trình phụ Sáng Tạo Doanh 2021: Tập 5, Tập 7, Tập 10 |
| 2021 | Happy Camp (Khoái Lạc đại bản doanh 2021) | Đài Hồ Nam                              | Khách mời hỗ trợ    | Cùng INTO1 (Tập ngày 05/06/2021)                           |
| 2021 | Kinh Kỳ Tham Bí Dạ                        | Mango TV, Kinh Đông TV                  | Khách mời biểu diễn | Cùng INTO1                                                 |
| 2021 | Ai là ca sĩ bảo tàng (Chung kết)          | Đài Hồ Nam                              | Khách mời biểu diễn | Cùng INTO1                                                 |
| 2021 | Làm Phiền Nhé Tủ Lạnh mùa 7               | Tencent Video                           | Thành viên cố định  | Cùng AK Lưu Chương                                         |
| 2021 | 未知周刊！INTO1！                         | Tencent Video, Weibo, YouTube, Bilibili |                     | Show nhóm INTO1                                            |
| 2021 | ONE事大吉！INTO1!                         | Tencent Video, Weibo, YouTube, Bilibili |                     | Show nhóm INTO1                                            |
| 2021 | Minh Nhật Chi Tử mùa 5                    | Tencent Video                           | Khách mời           | Cùng INTO1: Tập 5, Tập 6                                   |
| 2021 | Super Novae Game 2021                     | Tencent Video                           | Thí sinh            | Cùng INTO1                                                 |
| 2021 | INTO MILES                                | Tencent Video                           |                     | Show nhóm INTO1                                            |
| 2022 | ALL KINDS OF INTO1 - TO THE SEA           | Tencent Video, YouTube, Bilibili        |                     | Show nhóm INTO1                                            |
| 2022 | FRESH ONE                                 | Tencent Video, Weibo, YouTube, Bilibili |                     | Show nhóm INTO1                                            |
| 2022 | ALL KINDS OF INTO1 - TO THE SKY           | Tencent Video                           |                     | Show nhóm INTO1                                            |

### Music Videos
| Năm  | Ca khúc             | Nghệ sĩ            | Ghi chú          |
| 2019 | Long Trip (ต้น ธนษิต) | Thanasit Jaturaput | Với Archen Aydin |

## Tác phẩm âm nhạc

### Đĩa đơn
| Năm  | Ngày phát hành | Thông tin ca khúc                  | Ghi chú |
| 2020 | 04/06/2020     | ME（ผมเองครับ）                     | Phát hành cùng OXQ                                                                                           |
| 2021 | 28/05/2021     | Tiếng vọng Thục Cổ《古蜀 回响》    | Phát hành cùng INTO1 Santa, Rikimaru, Mika và Patrick Doãn Hạo Vũ để quảng bá văn hoá Tam Tinh Đôi, Tứ Xuyên |
| 2021 | 26/12/2021     | Wait for a sunny day《等一个晴天》 | Bản cover |

### Tiết mục biểu diễn trongSáng tạo doanh 2021
| Ngày phát hành   | Thông tin ca khúc | Ghi chú         |
| 20 tháng 2, 2021 | Me and My Broken Heart - Mô tả bài hát: Tiết mục đánh giá sơ bộ (kết hợp) - Hát gốc: Rixton - Hợp tác biểu diễn: Patrick Doãn Hạo Vũ | Tập 1 (phần 2)  |
| 20 tháng 2, 2021 | Có Thể Hạnh Phúc - Mô tả bài hát: Tiết mục đánh giá (cá nhân) - Hát gốc: Triệu Tử Hoa - Ghi chú: Biểu diễn thêm | Tập 1 (phần 2)  |
| 6 tháng 3, 2021  | Yummy - Mô tả bài hát: Sân khấu công diễn 1 - Hát gốc: Justin Bieber - Hợp tác biểu diễn: Santa, Trần Thụy Phong, Lý Gia Tường, Phạm Trăn Nhĩ, Vương Trạch Hạo, Hà Quyến Dục                                                              | Tập 3 (phần 2)  |
| 13 tháng 3, 2021 | 我們一起闖 - Mô tả bài hát: Bài hát chủ đề - Hát gốc: Bài hát gốc - Hợp tác biểu diễn: Tất cả học viên | Bản tiếng Trung |
| 13 tháng 3, 2021 | Chuang To-Gather Go！ - Mô tả bài hát: Bài hát chủ đề - Hát gốc: Bài hát gốc - Hợp tác biểu diễn: Tất cả học viên | Bản tiếng Anh   |
| 13 tháng 3, 2021 | Elec創nic - Mô tả bài hát: Remix lại bài hát chủ đề - Hát gốc: Tất cả học viên - Hợp tác biểu diễn: Lưu Vũ, Thiệu Minh Minh, Lý Lạc Nhĩ, Tiết Bát Nhất, Vương Hiếu Thần, Vi Ngữ Tiết                                                      | Tập 4 (Phần 2)  |
| 28 tháng 3, 2021 | Em Đừng Nhớ Đến Anh - Mô tả bài hát: Sân khấu công diễn 2 - Hát gốc: Điền Phức Chân - Hợp tác biểu diễn: Mika, Patrick Doãn Hạo Vũ, Trương Tinh Đặc, Du Canh Dần - Ghi chú: MVP của stage                                                 | Tập 6 (phần 2)  |
| 12 tháng 4, 2021 | Happy - Mô tả bài hát: Bài hát mở đầu công diễn 3 - Hát gốc: Pharrel Williams - Hợp tác biểu diễn: Oscar, AK Lưu Chương, Tăng Hàm Giang, Lâm Mặc - Ghi Chú: MVP của stage 2 cùng AK Lưu Chương và team Phong Đỉnh hát mở màn              | Tập 8           |
| 12 tháng 4, 2021 | Gõ Đáng Yêu Rồi Nhấn Phím 5 - Mô tả bài hát: Sân khấu công diễn 3 - Hát gốc: Bài hát gốc - Hợp tác biểu diễn: Mika, Ngô Vũ Hằng, Tăng Hàm Giang, Tiết Bát Nhất, Trương Tinh Đặc - Khách mời trợ diễn: Cúc Tịnh Y - Ghi Chú: MVP của stage | Tập 8           |
| 24 tháng 4, 2021 | 我們一起闖 - Mô tả bài hát: Biểu diễn mở màn - Hợp tác biểu diễn: Tất cả học viên | Tập 10          |
| 24 tháng 4, 2021 | Dáng hình thiếu niên - Mô tả bài hát: Sân khấu biểu diễn đêm chung kết theo nhóm - Hát gốc: Bài hát gốc - Hợp tác biểu diễn: Lưu Vũ, Santa, Rikimaru, Oscar, Châu Kha Vũ, Patrick Doãn Hạo Vũ, AK Lưu Chương                              | Tập 10          |
| 24 tháng 4, 2021 | Mặt Trời - Mô tả bài hát: Sân khấu solo đêm chung kết - Hát gốc: Khâu Chấn Triết - Loại tiết mục: Vocal | Tập 10          |
| 24 tháng 4, 2021 | Gió nổi lên rồi - Hợp tác biểu diễn: Tất cả học viên hợp xướng với Châu Thâm | Tập 10          |
| 24 tháng 4, 2021 | INTO1 - Mô tả bài hát: Sân khấu debut đầu tiên - Hợp tác biểu diễn: Thành viên INTO1 | Tập 10          |

## Concert và Fanmeeting
| Năm  | Ngày  | Sự kiện                                          | Địa điểm                                           | Ghi chú                                                           |
| 2019 | 16/02 | Romantic Day with the 6 Moons in Jakarta         | Jakarta                                            | Cùng dàn diễn viên 2Moons 2                                       |
| 2019 | 24/11 | Full Moons The Party 1st Fan meeting in Thailand | Thái Lan                                           | Cùng dàn diễn viên 2Moons 2                                       |
| 2020 | 14/03 | The Six Moons Total Eclipse in Singapore         | Singapore                                          | Cùng dàn diễn viên 2Moons 2                                       |
| 2020 | 04/04 | The Six Moons in Germany                         | Đức                                                | Cùng dàn diễn viên 2Moons 2                                       |
| 2020 | 19/04 | 1st JoongNine Fanmeeting in Japan                | Nhật Bản                                           | Cùng với Archen Aydin                                             |
| 2020 | 26/04 | JoongNine 1st Fanmeeting in Myanmar              | Myanmar                                            | Cùng với Archen Aydin                                             |
| 2020 | 25/07 | 2Moons2 Fanmeeting in Germany                    | Đức                                                | Cùng dàn diễn viên 2Moons 2                                       |
| 2021 | 09/04 | Doki Fan Meeting                                 | Hải Khẩu                                           | Cùng với Top 14 thực tập sinh vòng loại 2 của Sáng tạo doanh 2021 |
| 2021 | 21/05 | Viya Carnival                                    | Hàng Châu                                          | Cùng với INTO1 (Thiếu Rikimaru)                                   |
| 2021 | 15/06 | Đêm hội Kuaishou Chân Tâm 616                    | Nam Kinh                                           | Cùng với INTO1                                                    |
| 2021 | 19/06 | Fanmeeting Thuần Chân                            | Hàng Châu                                          | Cùng với INTO1                                                    |
| 2021 | 04/07 | Đêm hội thanh âm tốt nghiệp 2021                 | Hồ Nam                                             | Cùng với INTO1                                                    |
| 2021 | 18/08 | Đêm hội Ô tô 818                                 | Hàng Châu                                          | Cùng với INTO1 (Thiếu Rikimaru)                                   |
| 2021 | 17/10 | READY! INTO1 OCEAN                               | Concert Online (Phát trên Tencent Video, TME Live) | Cùng với INTO1 (Thiếu Rikimaru)                                   |
| 2021 | 17/11 | Lễ hội âm nhạc thịnh điển Đông Phương Phong Vân  | Thượng Hải                                         | Cùng với INTO1 (Thiếu Rikimaru)                                   |
| 2022 | 09/01 | Fansign EP Phong Bạo Nhãn                        | Bắc Kinh                                           | Cùng với INTO1                                                    |
| 2022 | 05/08 | Fansign Vạn Vật Chỉ Nam                          | Trường Sa                                          | Cùng với INTO1                                                    |

## Hoạt động thương vụ
| Năm  | Thương hiệu                                           | Title                               | Ghi chú                           |
| 2019 | TOPMAN Thailand                                       | Hợp tác quảng bá                    | Cùng dàn cast 2Moons 2            |
| 2019 | VDESIGN CLINIC                                        | Hợp tác quảng bá                    | Cùng dàn cast 2Moons 2            |
| 2019 | Matino Shoes Thailand                                 | Hợp tác quảng bá                    | Cùng dàn cast 2Moons 2            |
| 2019 | Mc STREET CULT Collection by Mc Jeans                 | Hợp tác quảng bá                    | Cùng dàn cast 2Moons 2            |
| 2019 | Mc WINTER Collection by Mc Jeans                      | Hợp tác quảng bá                    | Cùng dàn cast 2Moons 2            |
| 2019 | Sinh nhật Shoppe 12.12                                | Hợp tác quảng bá                    |                                   |
| 2020 | VDESIGN CLINIC                                        | Hợp tác quảng bá                    | Cùng dàn cast 2Moons 2            |
| 2020 | Siam Center X Greyhound Original (Pray for Australia) | Hợp tác quảng bá                    | Cùng dàn cast 2Moons 2            |
| 2020 | ICONSIAM X ONESIAM (#CHINAJIAYOU)                     | Hợp tác quảng bá                    | Cùng dàn cast 2Moons 2            |
| 2020 | Endless Summer by Mc Resort                           | Hợp tác quảng bá                    | Cùng dàn cast 2Moons 2            |
| 2020 | Issue Thailand                                        | Hợp tác quảng bá                    |                                   |
| 2020 | URAI Thailand                                         | Hợp tác quảng bá                    | Cùng OXQ                          |
| 2020 | App Power Plus Thailand                               | Hợp tác quảng bá                    | Cùng Archen Aydin                 |
| 2020 | Armor 8 Knight Kanzen Sanitizer                       | Hợp tác quảng bá                    | Cùng OXQ                          |
| 2020 | Jung Saem Mool                                        | Hợp tác quảng bá                    | Dòng kem nền                      |
| 2020 | SENKA Perfect Aqua White Mask by SENKA                | Hợp tác quảng bá                    | Cùng OXQ                          |
| 2020 | North Fitness                                         | Hợp tác quảng bá                    |                                   |
| 2021 | Mông ngưu thuần chân                                  | Người đại ngôn sản phẩm             | Cùng INTO1                        |
| 2021 | Khoái thủ ngu lạc                                     | Khoái thủ thanh xuân Sáng tạo doanh | Cùng INTO1                        |
| 2021 | Gentle Monster                                        | Đại sứ Thương hiệu                  | Cùng INTO1                        |
| 2021 | Longines                                              | Longines                            | Cùng INTO1                        |
| 2021 | Glico Pocky                                           | Người phát ngôn sản phẩm            | Cùng INTO1                        |
| 2021 | Biotherm                                              | Đại sứ Thanh Xuân                   |                                   |
| 2021 | Valentino Beauty                                      | Hợp tác quảng bá                    |                                   |
| 2021 | JoMalone                                              | Hợp tác quảng bá                    |                                   |
| 2021 | Physiogel                                             | Đại sứ                              |                                   |
| 2022 | Valentino                                             | Hợp tác quảng bá                    | Cùng INTO1                        |
| 2022 | Kérastase                                             | Hợp tác quảng bá                    | Cùng Bá Viễn, Patrick Doãn Hạo Vũ |

## Giải thưởng
| Năm  | Giải thưởng      | Hạng mục                         | Kết quả   | Nguồn |
| 2020 | 14th Kazz Awards | Chàng Trai Của Năm               | Đoạt giải |       |
| 2020 | 14th Kazz Awards | Cặp đôi của năm với Archen Aydin | Đề cử     |       |